# Abraham van Diepenbeeck

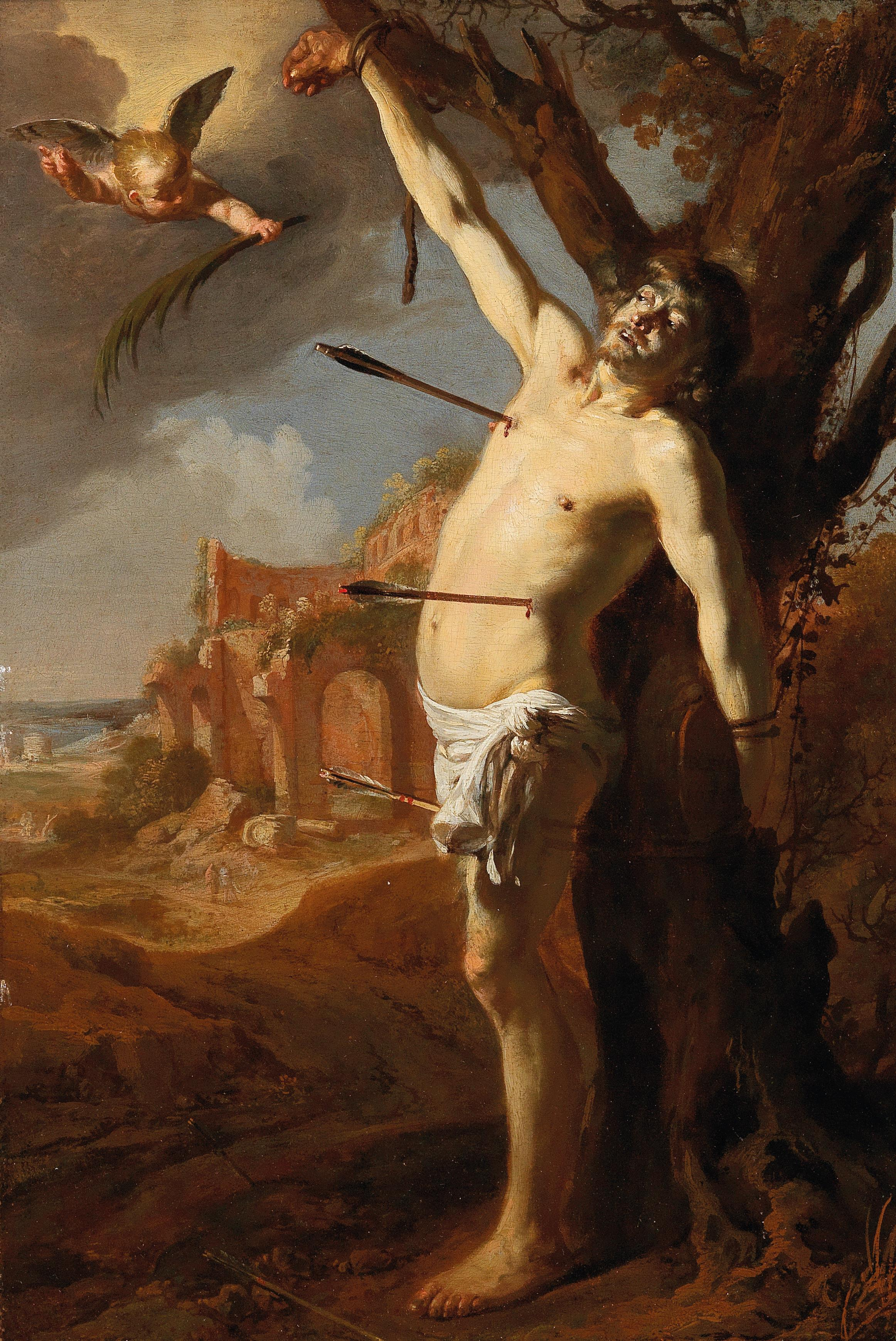
Abraham van Diepenbeeck, Święty Sebastian (1636)

Abraham van Diepenbeeck (ochrz. 9 maja 1596 w ’s-Hertogenbosch. zm. we wrześniu 1675 w Antwerpii) – flamandzki malarz, rysownik, grafik i witrażysta okresu baroku, uczeń i współpracownik Rubensa.
Był synem szklarza. W 1623 przybył do Antwerpii, gdzie został uczniem i asystentem Petera Paula Rubensa. W 1638 został przyjęty do gildii św. Łukasza. Przez pewien czas przebywał w Anglii.
Malował obrazy religijne, historyczne oraz portrety. Pracował dla klasztorów, kościołów i patronów królewskich oraz projektował gobeliny. W kościele dominikanów w Antwerpii wykonał sceny z życia świętego Pawła. Pracował jako ilustrator w oficynie wydawniczej Christophe’a Plantina. Naśladował Rubensa i van Dycka.

## Wybrane dzieła
- Chrystus na krzyżu adorowany przez ośmiu świętych zakonu Dominikanów -  68 x 48 cm, Luwr, Paryż
- Ostatnia komunia św. Franciszka -  104 x 74,5 cm, Fitzwilliam Museum, Cambridge
- Św. Cecylia -  121,6 x 103,5 cm, Metropolitan Museum of Art, Nowy Jork
- Św. Franciszek adorujący Najświętszy Sakrament -  171 x 136 cm. Królewskie Muzea Sztuk Pięknych, Bruksela